# 田龍光
田龍光（16世紀—17世紀），湖廣德安府應城縣人，明朝政治人物。

## 生平
田龍光家境貧窮，個性恬淡，是萬曆十三年（1585年）的舉人，授儀真知縣，地方多鹽稅，商賈雲集，某夜有商人進呈樣鹽，他覺得怪異並責問對方：「為何不日間進呈？」打開後則是滿甕白銀，於是笞打對方離去，上級得知後褒獎他，他更是愛士恤民，有贖鍰必定周濟貧窮儒戶，儀真人塑像祭祀他。
長子田懋錫早卒，幼子田惠錫是崇禎年間選貢，清朝順治十一年考選通判。

## 引用
1. 1 2  雍正《應城縣志·卷九·人物上》：田龍光，萬曆乙酉舉人，性廉淡，家計蕭然，仕儀真令，邑多鹽課，巨商錯集，暮夜有進樣鹽者，怪而詰之曰：「若何不晝進？」啟視之則白鏹滿甕，笞而出之，鹺司聞之優奬，更愛士恤民，間有贖鍰必以周寒儒貧戶，真邑塑像祀之，長子懋錫蚤卒，季子惠錫崇正選貢，入本朝錄遺，順治十一年考選通判，自有傳。
2. ↑  光緒《德安府志·卷十三·人物一》：田龍光，應城人，萬厯乙酉舉人，選授儀徵令，邑多鹽課，巨商錯集，有暮夜進鹽樣者，詰之曰：「何不晝進？意必有異！」啟視則白鏹盈甕，亟笞而出之，事聞鹺政優獎。龍光性廉淡，家素貧，一介不取，愛士恤民，間有贖鍰必以給寒儒貧戶，儀民立祠祀焉，長子懋錫庠生，季惠錫崇禎時選貢。 應注應城志